# The Age of Not Believing
The Age of Not Believing (deutsch: Flegeljahre) ist ein Song der Sherman-Brüder Robert und Richard Sherman, geschrieben für den Disney-Film Die tollkühne Hexe in ihrem fliegenden Bett von 1971. Im Film wird er gesungen von der Schauspielerin Angela Lansbury.

## Hintergrund
Das Lied stammt aus dem Soundtrack des Films Die tollkühne Hexe in ihrem fliegenden Bett. Die Sherman-Brüder schrieben sowohl die Musik als auch den Text. Produziert wurde das Lied von Bill Walsh. Sängerin im Film und auf dem Soundtrack ist Schauspielerin Angela Lansbury in der Rolle als Eglantine Price (im Deutschen: Caroline Price). 
Der Song handelt davon, wie Kinder während des Aufwachsens den Glauben an Magie verlieren und an sich zweifeln. Der Song ist hier doppeldeutig zu verstehen: Er handelt auch von der Verzweiflung der Briten während des Blitz, der ein Teil der englischen Fassung des Films ist.

## Auszeichnung
Der Film wurde bei der Oscarverleihung 1972 als Bester Filmsong nominiert, verlor aber gegen Isaac Hayes Theme from Shaft. Für die Sherman-Brüder war es, zusammen mit dem kompletten Soundtrack, die insgesamt vierte beziehungsweise fünfte Oscar-Nominierung von insgesamt neun.

## Deutsche Version
Der Film wurde für den deutschen Markt umgeschnitten. Alle Verweise auf den Nationalsozialismus wurden entfernt. Auch einige der Songs fielen der vorauseilenden Zensur zum Opfer. The Age of Not Believing wurde ebenfalls entfernt. Jedoch war bei der deutschen Erstaufführung der Song noch enthalten unter dem Namen Flegeljahre. Der Text stammt von Eberhard Cronshagen, die musikalische Leitung zur Überarbeitung übernahm Heinrich Riethmüller. Die Singstimme gehörte Christa Berndl.

## Coverversionen
Die englische Band Dodgy coverte das Lied 1991 für einen Auftritt auf BBC Radio 1 für Mark Goodier. Das Lied war später auf dem Album So Far  on 3 Wheels – Dodgy on the Radio (2007) zu hören.